# مقاطعة قابو
مقاطعة قابو هي مقاطعة موريتانية تُعدّ واحدة من المقاطعات الأربع التي تتألف منها رسميًّا ولاية كيدي ماغا الواقعة في جنوب موريتانيا، وتمثّل بلدة قابو عاصمة هذه المقاطعة.

## الموقع
تقع مقاطعة قابو في جنوب منطقة كيدي ماغا الواقعة في جنوب موريتانيا، وتبلغ مساحتها 3361 كيلومتر مربع، ويحدها من جهة الشمال مقاطعة ومبو ومقاطعة سيليبابي، ومن جهة الشمال الشرقي مقاطعة ولد ينج، ومن الجنوب الشرقي نهر كاراكورو الذي يشكل حدود المقاطعة مع مالي، بينما يحدها من الجنوب نهر السنغال الذي يُشكل حدود المقاطعة مع السنغال. وتتألف مقاطعة قابو من أربع بلديات تقع في أقصى جنوب المنطقة، وهي بلديات باديام وقابو وكوري وسوفي.

## السكان
كان إجمالي عدد سكان البلديات التي تتألف منها مقاطعة قابو في عام 2013، أي قبل أعوام من صدور المرسوم الذي ترتب عليه تأسيس المقاطعة، يصل إلى 81149 نسمة.

## التاريخ
تبنت الحكومة الموريتانية في 25 يناير (كانون الثاني) عام 2018 مشروع مرسوم يقضي بإعادة تقسيم إقليم كيدي ماغا إداريًّا من جديد، وبموجب هذا المرسوم أنشئت مقاطعة قابو لكي تتكون من أربع بلديات كانت تابعة إداريًّا في السابق لمقاطعة سيليبابي. تولى الخليفة ولد سيدى عالى منصب حاكم مقاطعة قابو منذ تأسيسها في عام 2018، وهو المنصب الذي لا يزال يشغله حتى الآن.

## التقسيم الإداري
تتبع مقاطعة قابو إداريًّا ولاية كيدي ماغا، وتضم أربع بلديات هي:
- باديام
- قابو
- كوري
- سوفي